# Franz Adams der Jüngere
Philipp Joseph Franz Adolf Adams (* 23. November 1828 in Koblenz; † 11. September 1891 ebenda) war ein deutscher Rechtsanwalt und Politiker.

## Preußischer Katholik
Franz Adams war Sohn von Franz Peter Adams (* 17. Februar 1800 in Springiersbach; † 21. August 1868 in Koblenz) und dessen Ehefrau Elisabeth geborene Lenné (* 2. März 1799 in Bonn; † 29. Januar 1882 in Koblenz), ein Schwester des Gartenarchitekten Peter Joseph Lenné. Clemens Joseph Adams war sein Bruder. Er war katholisch und heiratete am 1. August 1854 Walburga Wachter (* 16. September 1832 in Kastellaun; † 19. September 1860 in Koblenz). Nach dem Tod der ersten Ehefrau heiratete er am 6. Juli 1867 in zweiter Ehe Alide Karoline Georgine Wrede (* 8. Oktober 1841 in Aachen; † 3. Juni 1870 in Koblenz). Nach 1872 heiratete er in dritter Ehe Sidonie Igel.
Er studierte an der Rheinischen Friedrich-Wilhelms-Universität Rechtswissenschaft und wurde 1847 Mitglied, später Ehrenmitglied des Corps Teutonia Bonn. 1845 wurde er beim Landgericht Koblenz als Rechtsanwalt zugelassen. Über 27 Jahre, von 1864 bis zu seinem Tod, saß er im Stadtrat von Koblenz; von 1877 bis zu seinem Tod 1891 war er auch unbesoldeter Beigeordneter. Seit dem 7. Dezember 1878 vertrat er seine Stadt in der „OB-Fraktion“ des Preußischen Herrenhauses. Von 1871 bis 1884 war er stellvertretender Abgeordneter im Provinziallandtag der Rheinprovinz. Ab 1885 war er regulärer Abgeordneter für den Stand der Städte und die Stadt Koblenz, wobei er im Jahr 1885 verhindert war und erst ab 1886 an den Landtagsberatungen teilnahm. Auch nach der Wahlrechtsreform von 1888 blieb er Abgeordneter, nun gewählt von der Stadtverordnetenversammlung. Im Provinziallandtag, dem er bis 1890 angehörte, wurde er im September 1888 zum stellvertretenden Vorsitzenden gewählt. Von Juni 1888 bis zu seinem Tod war er Mitglied im Provinzialausschuss.
1863 gründete er in Koblenz den Katholischen Leseverein, dessen erster Vorsitzender er bis 1887 war. Das neue Vereinsgebäude wurde am 28. Januar 1866 eingeweiht und nach Joseph Görres benannt. In Otto von Bismarcks Kulturkampf wurde der Leseverein 1874 verboten und das Görreshaus geschlossen. Heute wird es vom Staatsorchester Rheinische Philharmonie genutzt. 1864 war Adams stellvertretender Präsident der Deutschen Katholikenversammlung in Würzburg. Als preußischer Katholik war er 1858, 1859, 1864 und 1865 Vizepräsident der Katholikentage. Nach dem Ersten Vatikanischen Konzil stellte er sich gegen das Unfehlbarkeitsdogma. Eine in Königswinter entstandene Erklärung erhielt 1.359 entsprechende Unterschriften. In Koblenz bildete sich eine Altkatholische Kirchengemeinde, der Adams aber fernblieb.
1882 wurde Adams als Justizrat, 1888 als Geheimer Justizrat charakterisiert.  1886 wurde er mit dem Roter Adlerorden 4. Klasse ausgezeichnet.